# Emil Fick
Emil Fick (Landskrona, 18 luglio 1863 – Stoccolma, 20 febbraio 1930) è stato uno schermidore svedese.
Partecipò ai Giochi della II Olimpiade che si svolsero a Parigi nel 1900. Prese parte alla gara di fioretto individuale, in cui fu eliminato al primo turno.
Fick partecipò anche ai Giochi olimpici intermedi nel 1906 senza però riuscire a conseguire buoni risultati.